# Марцін Доленга
Марцін Доленга (пол. Marcin Dołęga, нар. 18 липня 1982 у Лукові) – польський штангіст, бронзовий олімпійський призер, триразовий чемпіон світу та чемпіон Європи, колишній рекордсмен світу.

## Кар'єра

### Міжнародні виступи
У 2001 та 2002 роках він виграв два титули чемпіона світу та європейського юніора. У травні 2006 року в Владиславово він виграв золоту медаль чемпіонату Європи в категорії 105 кг, отримавши 424 кг (199 + 225) на дуелі. Під час цього змагання він встановив світовий рекорд у 199 кг.
У 2004 році було встановлено, що Доленга має підвищений рівень тестостерону. Як він зізнався, "ми отримали всі кошти, кондиціонери та коричневі ампули від тренера Ришарда Шевчика". Штангіст був дискваліфікований та позбавлений права виступати протягом двох років.
7 жовтня 2006 року виграв у Санто-Домінго золоту медаль чемпіонату світу з категорії 105 кг, отримуючи 415 кг у двобої (193 + 222).
18 жовтня 2008 року він отримав бронзову медаль на Олімпійських іграх у Пекіні у категорії 105 кг, отримавши 420 кг (195 + 225) у двобої.
29 листопада 2009 року у Кояні отримала золоту медаль чемпіонату світу з категорії 105 кг, отримавши 421 кг (195 + 226) у двобої. Через рік на чемпіонаті світу в Анталії він захистив титул Чемпіона світу, отримавши в двобої 415 кг.
На Олімпійських іграх 2012 Доленга витратив 3 спроби на підняття 190 кг, але так і не кваліфікувався.
Він був знову дискваліфікований за допінг на два роки до жовтня 2016 року.

## Особисте життя
У 2003 році він одружився з Мартою Вавак, колишнім представником та польським чемпіоном з важкої атлетики. У нього є дочка Мартіна (2005 року народження) та син Олів'єра (народився у 2015 році). Його двоє братів (Роберт і Даніель) також є важкоатлетами.
Він є солдатом польської армії.

## Нагороди
| Рік  | Змагання         | Місто         | Місце | Категорія | Результат |
| ---- | ---------------- | ------------- | ----- | --------- | --------- |
| 2001 | Чемпіонат світу  | Анталія       | 9     | до 105 кг | 405 кг    |
| 2002 | Чемпіонат Європи | Анталія       | 5     | до 105 кг | 400 кг    |
| 2002 | Чемпіонат світу  | Варшава       | 6     | до 105 кг | 412,5 кг  |
| 2003 | Чемпіонат світу  | Ванкувер      | 5     | до 105 кг | 410 кг    |
| 2006 | Чемпіонат Європи | Владиславово  | 1     | до 105 кг | 424 кг    |
| 2006 | Чемпіонат світу  | Санто-Домінго | 1     | до 105 кг | 415 кг    |
| 2008 | Олімпійські ігри | Пекін         | 3     | до 105 кг | 420 кг    |
| 2009 | Чемпіонат світу  | Коян          | 1     | до 105 кг | 421 кг    |
| 2010 | Чемпіонат світу  | Анталія       | 1     | до 105 кг | 415 кг    |

## Відзнаки
- Орден Відродження Польщі – 2010[5]